# Offizierskorps
Als Offizierskorps, im Militär ohne Fugen-s Offizierkorps, wird die Gesamtheit der Offiziere der Streitkräfte, überhaupt der bewaffneten Macht (Gendarmerie, Grenzpolizei, Schutzpolizei), meist aber einer Teilstreitkraft eines Landes bezeichnet. Auch die Gesamtheit der Offiziere eines Truppenverbands, wie eines Regiments oder Bataillons, aber ebenso einer Waffengattung kann als Korps angesprochen werden. Eine formale Organisation wie bei Corps gibt es dabei nicht. Der Begriff folgt dem allgemeinen Korpsgedanken und unterstreicht hier die besondere Stellung der Offiziere gegenüber anderen Gruppen innerhalb der Eliten von Staat und Gesellschaft als Träger gemeinsamer politischer Grundsätze und persönlicher Lebensvorstellungen. Dies manifestiert sich im Korpsgeist als Folge einer einheitlichen Heranbildung und gemeinsamer Aufgaben.

## Entstehung
Bei der Entstehung des Berufsoffiziers im 19. Jahrhundert bekamen Offiziere in der Regel eine höhere, meist akademische Ausbildung, während eine nichtmilitärische akademische Ausbildung nur für Kinder von begüterten Bürgern zugänglich war. So bildeten die Offiziere innerhalb eines Staates einen relativ kleinen Personenkreis, der aus höher gebildeten und oft vermögenden Leuten bestand, die sich alleine dem Staat gegenüber verpflichtet sahen. Dieser Elitegedanke führte und führt in Staaten, die bereits in einer Krise stecken, häufig zu Militärputschen, die aus dem Offizierskorps heraus geführt werden.

## Deutschland
In Deutschland hielt sich das Offizierskorps bis zum Ende des Zweiten Weltkrieges für eine besondere Elite (siehe Eliten in Deutschland). Dazu trug in der Weimarer Republik bei, dass die Reichswehr nach der Verfassung dem Reichspräsidenten unmittelbar unterstellt war und mit eigener Jurisdiktion ein Staat im Staate vor allem. Während des Zweiten Weltkriegs stieß ein Teil des traditionellen deutschen Offizierskorps immer wieder mit der nationalsozialistischen Weltanschauung zusammen, da es im Offizierkorps der Wehrmacht immer noch bestimmte humanitäre, politische und militärische Vorstellungen gab, die der NS-Ideologie entgegenstanden. Mit dem Aufbau der Bundeswehr wurde der Korpsgedanke hinsichtlich der Offiziere und Unteroffiziere wieder belebt.

„Dem 19. Jahrhundert gelang nur eine ethische Konstruktion großen Stils: das preußische Offizierskorps.“